# 랄프 마테리
랄프 마테리(Ralph Marterie, 1914년 ~ 1978년)는 이탈리아의 가수이다. 나폴리에서 태어났으며, 14세 때 시카고로 이주하였다. 지방악단이나 라디오 쇼 멤버의 하나로 트럼펫을 불고 화이트먼 등의 악단을 거쳐 1942년에는 해군에 입대해 서비스 밴드에서 연주를 하였다. 후에 스튜디오 밴드를 조직하여 방송 및 음반 취입을 하였으며, 그 후 스윙 풍의 댄스 밴드로 활약하였다.